# Bindenflughuhn
Das Bindenflughuhn (Pterocles indicus), oder auch Indisches Flughuhn,  ist ein Flughuhn und gehört zu den Eigentlichen Flughühnern (Pterocles).
Früher wurde die Art als konspezifisch mit dem Nachtflughuhn (Pterocles bicinctus) und dem Wellenflughuhn (Pterocles lichtensteinii) angesehen.
Der Vogel kommt in Bangladesch, Indien außer Nordostindien und in Pakistan vor.
Der Lebensraum umfasst kahle steinige, mit nur vereinzeltem Gebüsch oder Dornenbüschen bestandene Lebensräume, auch abgebrannte Flächen, vermeidet Küstenstreifen.
Das Artepitheton bezieht sich auf Indien.

## Merkmale
Die Art ist 28 cm groß und wiegt zwischen 170 und 227 g. Sie ist wie Buschflughuhn (Pterocles quadricinctus), Nachtflughuhn (Pterocles bicinctus) und Wellenflughuhn (Pterocles lichtensteinii) relativ klein, rundschwänzig und in beiden Geschlechtern ausgedehnt auf der Unter- und Oberseite gebändert. Das Männchen hat eine schwarz-weiße Stirnzeichnung und unterscheidet sich vom sehr ähnlichen Buschflughuhn (Pterocles quadricinctus) durch eine charakteristische Zeichnung der Deckflügel, vom Nachtflughuhn (Pterocles bicinctus) durch ein kastanienbraunes, lohfarbenes Band im Brustband. Die Art ist kleiner als das Braunbauch-Flughuhn (Pterocles exustus) und hat keine Spießfedern im Schwanz. Der Schnabel ist orange-braun, der Augenring gelb. Beim Weibchen ist auch Brust und Nacken kräftig gebändert, schokoladenbraun, schwarz und lehmfarben. Noch ausgeprägter ist die Bänderung beim ansonsten weibchenartig aussehenden Jungvogel.
Die Art ist monotypisch.

## Stimme
Der Flugruf ist eine rasche, mehrfach wiederholte Folge von 2 bis 4 kurzen endbetonten Lauten „dji-dji-chik!” oder “wi-chik!”.

## Lebensweise
Die Nahrung besteht aus Pflanzensamen, Körnern und auch Termiten. Die Art hält sich auf dem Boden auf läuft und rennt gern. Im Hocken ist sie extrem gut getarnt, fliegt erst kurz vor der Kollision plötzlich laut flügelschlagend auf mit einem „yek-yek-yek-yek“ Warnruf. Sie trinkt während der Abenddämmerung, auch vor dem Sonnenaufgang.
Die Brutzeit liegt meist zwischen März und Juni, es kann aber das ganze Jahr über gebrütet werden. Das Nest ist eine flache Mulde unter einem Busch oder Grasbüschel, das Gelege besteht meist aus 3 creme- bis lachsfarbenen, sparsam gefleckten Eiern.

## Gefährdungssituation
Der Bestand gilt als nicht gefährdet (Least Concern).